# 파브리케디베르제몰리
코렐리아안텔미넬리(이탈리아어: Fabbriche di Vergemoli)는 이탈리아 토스카나주 루카도에 있는 코무네이다. 2014년 1월 1일부로 파브리케디발리코와 베르제몰리 두 코무네가 통합되며 신설되었다.